# Ura-Harajuku
Ura-Harajuku (jap. 裏原宿) – kwartał uliczek w tokijskiej dzielnicy Shibuya, w Japonii.

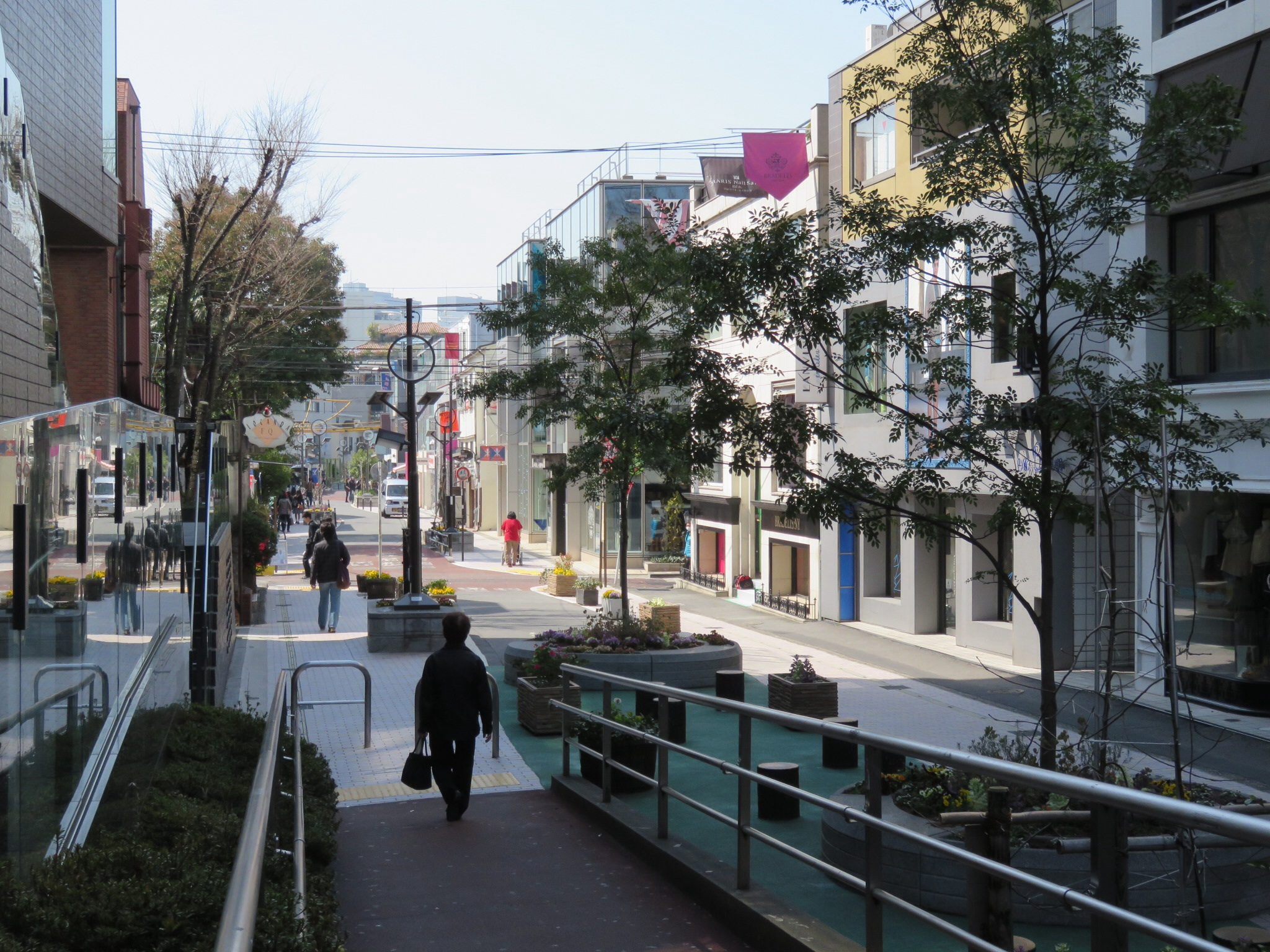
Cat Street w Ura-Harajuku

Ura-Harajuku lub w skrócie Ura-Hara to potoczna nazwa sieci wąskich uliczek młodzieżowej dzielnicy Harajuku.
Na Ura-Harajuku znajdują się głównie sklepy i lokale gastronomiczne. Cat Street, jest główną trasą prowadzącą przez ten region.